# Römerstein
Römerstein település Németországban, azon belül Baden-Württembergben. Lakosainak száma 4097 fő (2023. december 31.). Römerstein Bad Urach községgel határos.

## Népesség
A település népessége az elmúlt években az alábbi módon változott:
| Lakosok száma | 3281 | 4045 | 3991 | 4058 | 4078 | 4097 |
|               | 1975 | 2017 | 2019 | 2021 | 2022 | 2023 |